# Crisnée
Crisnée là một đô thị ở tỉnh Liège. Tại thời điểm ngày 1 tháng 1 năm 2006, Crisnée có tổng dân số 2.793 người. Tổng diện tích là 16,83 km² với mật độ dân số 166 người trên mỗi km².
|  |